# Darapti

Diagramme de Venn d'un syllogisme en Darapti.

Darapti est un terme de la logique aristotélicienne désignant un des six syllogismes de la troisième figure des vingt-quatre modes. Il comprend une majeure de type A, une mineure de type A et une conclusion de type I, c'est-à-dire une majeure universelle affirmative, une mineure universelle affirmative et une conclusion particulière affirmative.
Un syllogisme en Darapti consiste en une proposition de ce type : Tout P est S, or tout P est F, donc quelque F est S.
Ce syllogisme obéit à une règle qui lui est propre : il ne doit pas porter sur des ensembles vides (il ne peut porter que sur des ensembles non nuls) pour être logiquement valide.
Les cinq autres syllogisme de la troisième figure sont Bocardo, Datisi, Disamis, Felapton et Ferison.

## Exemples de syllogismes en Darapti
1. Les ornithorynques sont des mammifères ;
2. Les ornithorynques pondent des œufs ;
3. Donc il y a des mammifères qui pondent des œufs.

1. Le vin est une boisson appréciable ;
2. On fabrique le vin à partir de raisins ;
3. Certaines boissons fabriquées à partir de raisins sont donc appréciables.

1. « La divisibilité de la matière à l'infini est incompréhensible ;
2. La divisibilité de la matière à l'infini est très certaine ;
3. Il y a donc des choses très certaines qui sont incompréhensibles. »[1]